# Théophraste Renaudot

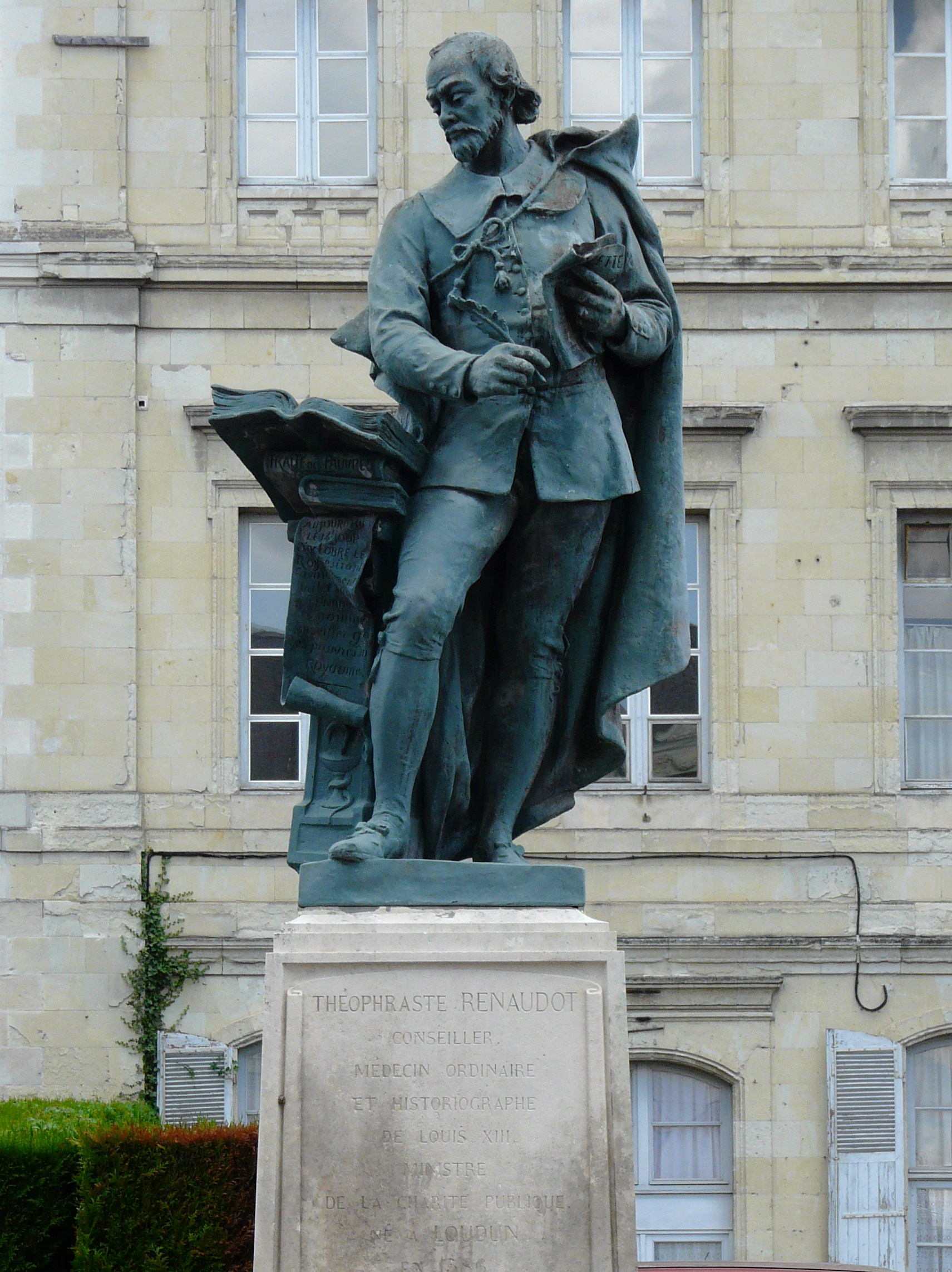
Théophraste Renaudot.

Théophraste Renaudot, född 1586 i Loudun, död den 25 oktober 1653 i Paris, var en fransk tidningsman. Han var farfar till Eusèbe Renaudot.
Renaudot kom 1612 som medicine doktor till Paris. Han blev där livmedikus, inrättade en poliklinik och fick av Richelieu privilegium bland annat på att öppna en kommissionsbyrå och ett pantlånekontor samt utge tidningen "Gazette de France".